# Дон. Главарь мафии
«Дон. Главарь мафии» (англ. Don: The Chase Begins Again) — индийский боевик режиссёра Фархана Ахтара, вышедший в прокат 20 октября 2006 года. Является ремейком одноименной картины 1978 года с участием Амитабха Баччана.

## Сюжет
Дон — главарь мафии, группы, которая занимается торговлей наркотиков. За ним охотится вся полиция Индии. Однажды в схватке с полицией Дон получает тяжелые ранения. Появляются слухи, что Дон убит. Однако, чтобы поймать всех остальных членов банды, инспектор Д‘Силва уговаривает простого человека Виджая, который как две капли воды похож на Дона, занять его место. И замена происходит незамеченной. Но офицер погибает. Теперь Виджай может надеяться только на свои силы, чтобы выбраться из банды, поскольку Д‘Силва был единственным человеком, который знал об этом подлоге.

## В ролях
| Актёр         | Роль                   |
| ------------- | ---------------------- |
| Шахрух Хан    | Дон / Виджай           |
| Приянка Чопра | Рома                   |
| Арджун Рампал | Ясит Ахуджа            |
| Боман Ирани   | офицер Д‘Силва         |
| Иша Коппикар  | Анита                  |
| Ом Пури       | офицер ЦРУ Вишал Малик |
| Карина Капур  | Камини                 |

## История создания
Фархан Ахтар задумал идею снять ремейк культового фильма «Главарь мафии» после прослушивания ремикса на песню из него. В начале 2005 года СМИ сообщили, что Ахтар планирует ремейк, но вместо того, чтобы подтвердить эту новость, он ответил, что он пишет сценарий на основе этого фильма, но примет решение только после завершения работы. Соавтором стал его отец Джавед, который написал сценарий для оригинального фильма вместе Салимом Ханом.
Для того, чтобы соответствовать современному восприятию, были внесены некоторые изменения. Ахтар переписал кульминацию, поскольку чувствовал, что первоначальный финал устарел для современного зрителя. Когда его спросили об изменениях в фильме, режиссёр сказал, что важно адаптировать фильм таким образом, чтобы он соответствовал ожиданиям аудитории. С другой стороны, в новом фильме сохранились некоторые элементы оригинала, в частности фоновая музыка, две песни, некоторые диалоги и ситуации, которые Ахтар счёл превосходными в оригинале, сказав, что не включать их было бы преступлением.

### Кастинг
Первоначально Ахтар хотел, чтобы главного героя в этом ремейке сыграл Ритик Рошан, с которым работал он в фильме «Цель жизни». Тем не менее, затем Ахтар почувствовал, что персонаж требует более зрелого актёра, и заявил, что он хочет «лицо, которое увидело мир и измотано им». Вместо Рошана был выбран Шахрух Хан. Ахтар решил, что Хан будет наиболее подходящим для роли, заявив: «у него есть личность, стиль, чутьё, больше, чем образ жизни, чувство юмора и явный магнетизм, которого требует этот персонаж».
В том же году на роль Роми выбрали Приянку Чопру. Ахтар нашёл её совершенной для роли, заключив что «в ней есть послушная чувственность, которая соответствует персонажу». Когда ей предложили роль, она была взволнованна сыграть этого персонажа и сразу согласилась сниматься. Позднее к актёрскому ансамблю также присоединились Арджун Рампал и Иша Коппикар. В августе того же года Карина Капур согласилась на роль Камини, которую в оригинале сыграла Хелен.
Хан, Чопра и Рампал прошли интенсивное обучение боевым искусствам у специалиста из Монастыря Шаолинь. Согласившись на роль, Чопра была очень возбуждена, но через несколько дней она занервничала, недоумевая, сможет ли она справиться с персонажем. Посмотрев оригинальный фильм будучи подростком, Чопра уклонилась от повторного просмотра, поскольку не хотела подражать роли Зинат Аман.
Это была первая роль Чопры в боевике, поэтому она хотела сделать все трюки сама. Рампал, который сыграл Джасджита, сказал, что он приблизил своего персонажа к тому, как он был сыгран Праном в оригинале, но добавил эмоциональности.

### Съёмки
Съёмки начали в феврале 2006 года в центре Мумбаи. Чтобы придать фильму подлинные чувства, сцены были сняты в закрытом помещении. Фильм также снимали в студии Yash Raj Studios. Несколько сцен было отснято в Париже в марте за три дня. В апреле того же года прошли съёмки в Куала-Лумпуре, где была снята большая часть фильма. 80% киноленты было снято в течение семидесяти дней в 42-х местах, включая Городской центр, Kampung Baru и на автостраде Penchala Link. Дополнительные съёмки проходили в Сингапуре.

## Отличие от оригинала
- В ремейке Дон был богатым человеком и имел роскошный дом в Малайзии, в оригинале главный герой имел свой дом в Мумбаи.
- Убийство Рамеша в ремейке происходит на улице во время разговора с Доном, а в оригинале в такси, где Дон убивает его на месте.
- В оригинале сделка Дона с агентами Интерпола проходит в окраинах Мумбаи, в ремейке происходит в Париже в присутствии иностранных спецслужб.
- В ремейке Рома тренируется в спортзале без инструктора, в оригинале наоборот.
- В ремейке попытка Камини поймать Дона происходит в номере отеля в Куала-Лумпуре, в оригинале в отеле в Мумбае[20]
- В ремейке Дона не хоронят, а его отправили на опознание, в оригинале хоронят.
- В ремейке Анита заявлена как вторая героиня, в оригинале она заявлена как роль второго плана.
- В ремейке Рома вместе с командой Интерпола попытаются встретиться с главным героем до того как поймают, в оригинале лишь Рома показала боевые способности перед Доном.
- В ремейке Дон убивает Камини в лифте гостиницы, а в оригинале во время погони на глазах полицейских, но сцена осталась открытой (в отличие от двух ремейков оригинала, где уже показывают убийство Камини)[20]
- В оригинале Камини была заявлена как частично героиня, но в ремейке она заявлена как камео, но кроме песни она не произносила ни одного слова в сценах диалога.

## Саундтрек
В фильмы были использованы ремиксы двух песен из оригинальной картины, одна из них — песня «Ye mera dil», под которую танцует Камини в исполнении Карины Капур. Шахрух сам исполнил часть песни «O khaike paan banaraswala», основную часть спел Удит Нараян. Песня «Aaj Ki Raat» исполняется в жанре синти-поп и была использована композитором А. Р. Рахманом для фильма «Миллионер из трущоб».
| №  | Название                                | Исполнители                              | Длительность |
| -- | --------------------------------------- | ---------------------------------------- | ------------ |
| 1. | «Main Hoon Don»                         | Шаан                                     | 5:30         |
| 2. | «Yeh Mera Dil»                          | Сунидхи Чаухан                           | 4:39         |
| 3. | «Mourya Re»                             | Шанкар Махадеван                         | 5:52         |
| 4. | «Khaike Paan Banaraswala»               | Удит Нараян, Шахрух Хан                  | 5:24         |
| 5. | «Aaj Ki Raat»                           | Алиша Чинай, Махалаксми Айер, Сону Нигам | 6:08         |
| 6. | «Don — The Theme»                       | Шахрух Хан                               | 4:07         |
| 7. | «Don Revisited»                         | MIDIval Punditz                          | 4:46         |
| 8. | «Main Hoon Don» (Funcinternational Mix) | Шаан                                     | 5:13         |

## Продолжение
В 2011 году вышло продолжение фильма — «Дон 2»